# Protoaurignacien
Le Protoaurignacien, ou Proto-Aurignacien, ou encore Aurignacien archaïque, est une culture archéologique du Paléolithique supérieur, associée à une vague d'arrivée d'Hommes modernes en Europe, autour de 42 000 à 39 000 ans avant le présent (AP).
Le Protoaurignacien est en général associé à la première phase de l'Aurignacien et à son arrivée en Europe, il présente de nombreux traits archaïques et ne précède pas toujours la phase suivante de l'Aurignacien qu'est l'Aurignacien ancien (ou Aurignacien I). Ainsi, on le retrouve souvent en Europe du Sud mais pas en Europe du Nord. 
De fait, certains auteurs comme Nicolas Teyssandier entrevoient « la distinction chronologique et technologique d'au moins deux grandes traditions - le Protoaurignacien et l'Aurignacien ancien », c'est-à-dire l'arrivée en Europe de deux cultures indépendantes, protoaurignacienne au sud et aurignacienne ancienne au nord, avant que l'Aurignacien classique ne se retrouve par la suite dans toute l'Europe.
Il pourrait trouver son origine dans l'Émirien ou l'Ahmarien, cultures archéologiques plus anciennes situées au Proche-Orient.

## Historique
Georges Laplace identifie le protoaurignacien pour la première fois à l'abri Mochi (dans le complexe des grottes de Balzi Rossi) en Ligurie italienne, puis en décrit le faciès  culturel sous le nom d'« Aurignacien archaïque » dans Recherches sur l'origine et l'évolution des complexes leptolithiques en 1966.
Puis cet Aurignacien archaïque a été reconnu dans les Pyrénées, la Cantabrie et le Sud de la France. Sa reconnaissance en tant que sous-unité culturelle propre de l'Aurignacien a pris du temps. On l'a ainsi nommé Aurignacien archaïque, Proto-Aurignacien, Protoaurignacien, Aurignacien Initial, Aurignacien 0. Finalement, le terme de « Protoaurignacien » semble l'emporter dans la littérature scientifique récente.
Ainsi, dans la stratigraphie des fouilles, on distingue jusqu'à 5 phases ou sous-unités de l'Aurignacien : Protoaurignacien (0), Aurignacien ancien (I), Aurignacien évolué ou classique (II), Aurignacien récent (III), Aurignacien tardif ou final (IV).

## Caractéristiques

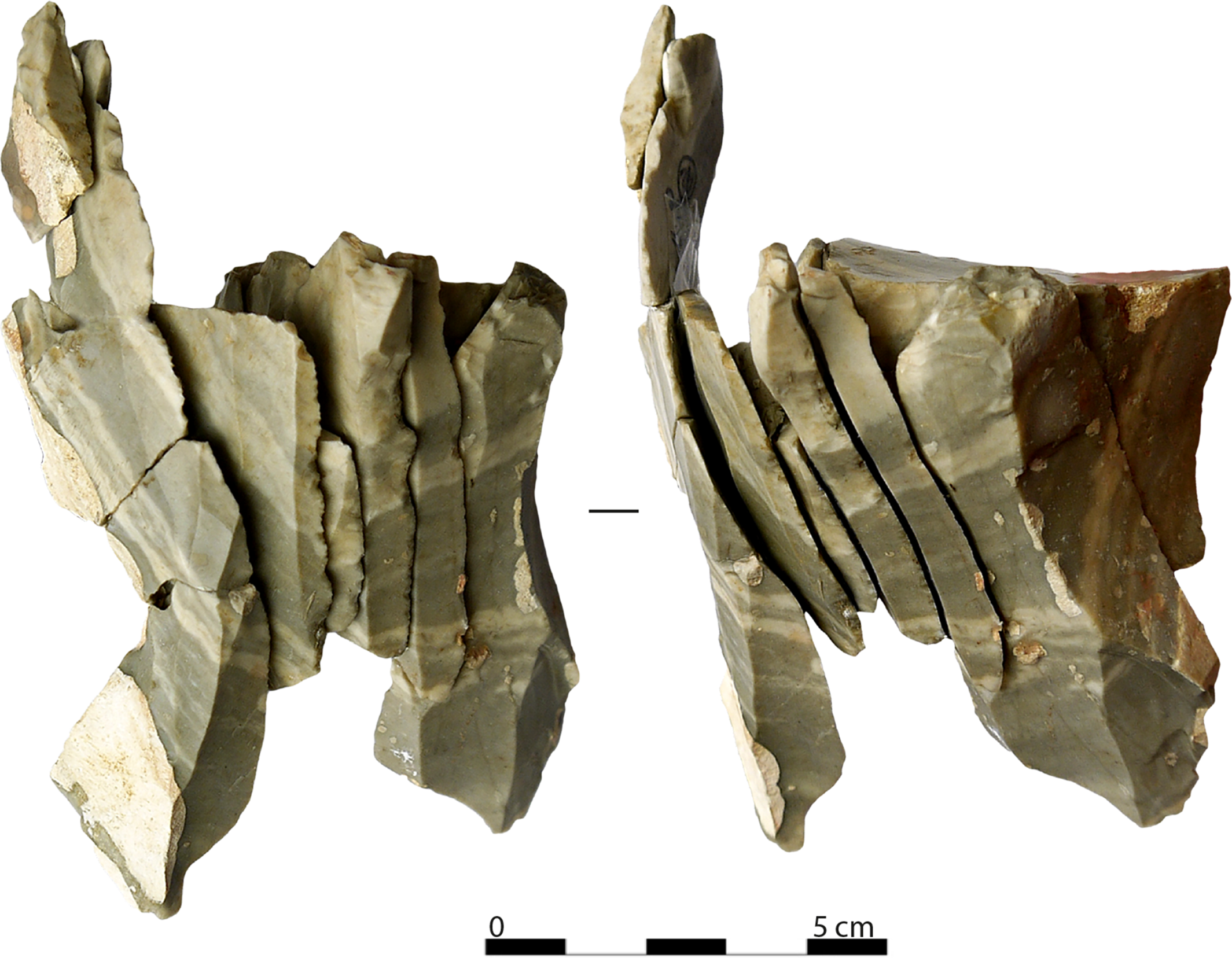
Noyau (nucléus) de lame semi-circonférentiel remonté (grotte de Fumane). La progression de la taille est parallèle à l'axe du nucléus et est toujours unidirectionnelle.

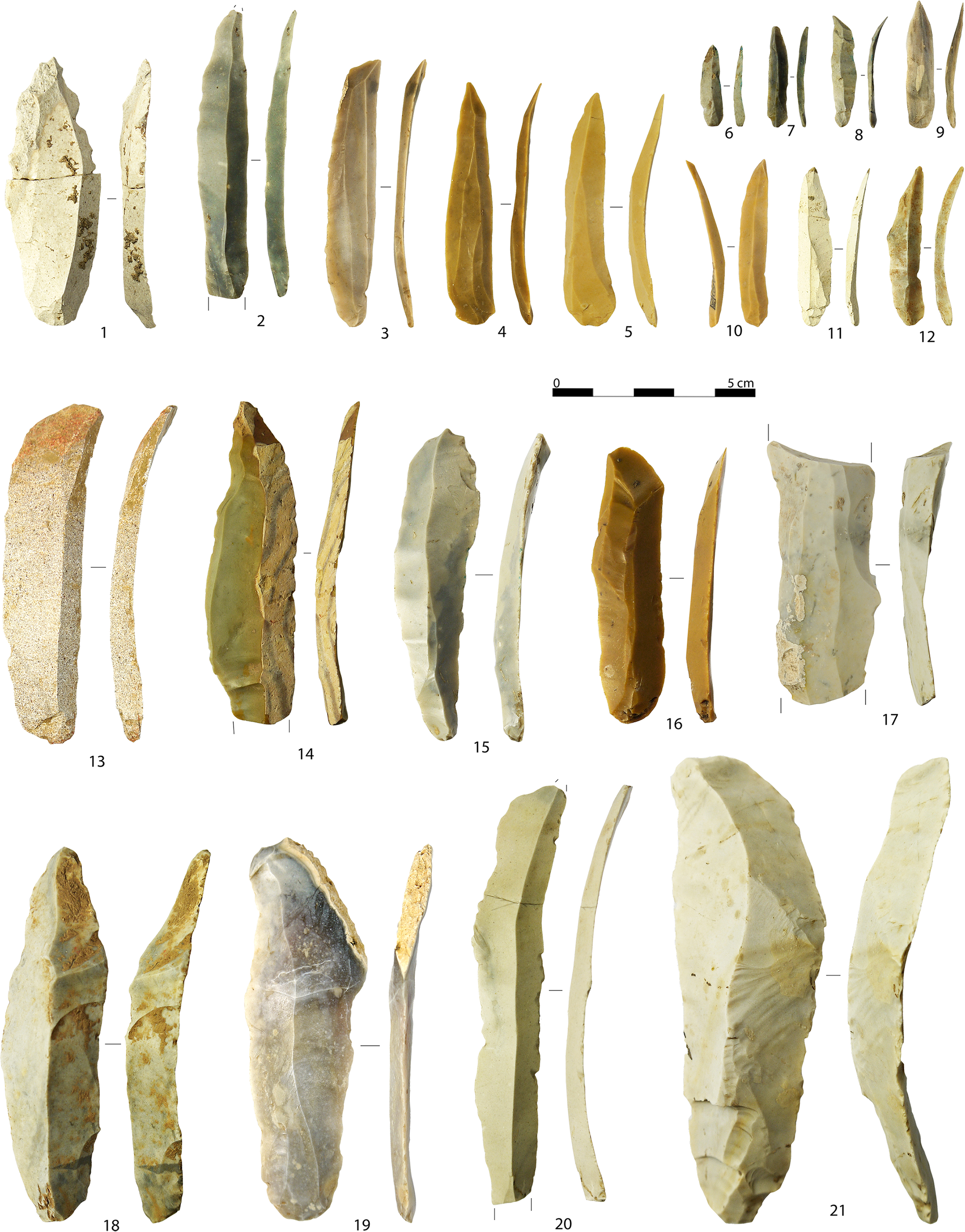
Grotte de Fumane, couches A1-A2 protoaurignaciennes : échantillon de lames (1, 13-21) et lamelles (2-12) de différentes tailles avec des motifs de marques unidirectionnelles.

Le débitage en série de lamelles (petites lames) à partir d'un bloc préparé caractérise fortement le Protoaurignacien (voir photo de l'introduction) : celles-ci sont obtenues par débitage laminaire à partir de nucléus prismatiques ou d'éclats. Comparé à des lamelles aurignaciennes classiques, les lamelles proto-aurignaciennes sont de plus grandes dimensions, à tendance souvent rectiligne. Une production lamellaire à partir de pièces carénées est également présente. Ces lamelles sont ensuite finies par retouchage afin d'obtenir des lamelles Dufour ou des lamelles à dos. 
À côté de ces lamelles, on retrouve aussi une production de lames qui fournit pour l’essentiel des grattoirs, burins et des lames retouchées.
Certains auteurs rajoutent comme caractéristique la production de « pointes de Font-Yves », mais cela est contesté par d'autres auteurs qui distinguent les pointes du Protoaurignacien des pointes de Font-Yves.
La technique du débitage laminaire est aussi particulière : 
- débitage unipolaire semi-tournante ;
- percussion directe au moyen d'un percuteur tendre (bois, bois de cervidé, pierre calcaire tendre) ;
- la finalité du débitage qui est l'obtention de lamelles minces et pointues ;
- les outils lamellaires sont retouchés (lamelles Dufour, pointes de Font-Yves, lamelles à dos minces)
- la production de lames et lamelles au sein d’une même chaîne opératoire (mais pas toujours[6]).

Cette technique de débitage se retrouve dans l'Ahmarien du Proche-Orient.
En dehors de la production lithique, le protoaurignacien présentent des objets de parures faits de coquillages, dents ou ambres percés, ainsi que le travail de matières dures animales comme la réalisation de pointes de sagaie à base fendue en ivoire ou en bois de rennes. Ainsi, le travail des os est généralisé, et ce dans un but utilitaire ou décoratif.

### Comparaison
Le Protoaurignacien se distingue des autres cultures précédentes ou contemporaines:
- Du Moustérien (Paléolithique moyen) par un débitage volumétrique et en série de lames/lammelles, l'absence de débitage Levallois, la généralisation du travail des matières osseuses (présent mais plus rare pour le Moustérien), et la présence de coquillages percés pour faire des colliers à parure. Le Protoaurignacien constitue une vraie rupture par rapport au Moustérien[7] et appartient aux cultures du Paléolithique supérieur.
- Du Châtelperronien (Paléolithique supérieur) par l'absence de pointe de Châtelperron et la présence de lamelle Dufour.
- De l'Uluzzien (Paléolithique supérieur) par l'absence de débitage bipolaire et la présence de lamelle Dufour par débitage unipolaire puis retouches.
- De l'Aurignacien ancien (Aurignacien I) par des lamelles plus grandes et beaucoup moins de grattoirs carénés ainsi que retouches dite aurignaciennes[2],[7]. L'aurignacien ancien contient moins de lamelles retouchées[6]. Une autre différence était la quasi-absence de pointes à base fendue dans le protoaurignacien alors qu'elles se retrouvent dans l'Aurignacien ancien; cependant les découvertes récentes de ces pointes dans des niveaux protoaurignacien[2] ,[11], ainsi que leur absence dans la première couche de l'Aurignacien ancien à Geißenklösterle (horizon III), estompent cette différence.

Toutefois, le Protoaurignacien se rapproche bien plus de l'Aurignacien ancien que des autres cultures : tous deux partagent un même fond commun technologique et culturel, et aucune caractéristique propre à l'une n'est entièrement exclue de l'autre. La différence est plutôt au niveau du choix de la typologie lithique, le protoaurignacien produisant par exemple plus de grandes lamelles retouchées et l'Aurignacien ancien plus de grattoirs carénés et de pointes à base fendue. Toutefois, ce choix typologique est très homogène autant pour le Protoaurignacien que pour l'Aurignacien ancien (on le retrouve d'un site à l'autre), ce qui permet de différencier facilement ces deux cultures archéologiques.
Le Moustérien, quant à lui, est très différent de toutes cultures aurignaciennes et est rattaché aux cultures du paléolithique moyen. Le Châtelperronien et l'Uluzzien, bien qu'appartenant au Paléolithique supérieur, ont plus de points communs entre eux qu'avec l'Aurignacien, comme celui par exemple de conserver quelques éléments du Moustérien, ce qui leur vaut d'être caractérisés comme des « industries de transition ».

## Répartition
Le protoaurignacien se retrouve principalement au Sud de l'Europe :
- Le long du pourtour ouest-méditerranéen, de Gibraltar à la Toscane[4] voire la côte Adriatique[12].

- En France, dans tout le Sud (Aquitaine, Pyrénées, Occitanie, Provence), la façade Atlantique jusqu'à la Bretagne incluse, et le centre (sud du bassin Parisien)[12]; par contre, il est absent de la région Lyonnaise et de l'Auvergne[12].

- En Espagne, sur la côte méditerranéenne mais aussi dans la région cantabrique-Pays basque[12].

Certains auteurs rajoutent des sites le long de la vallée du Danube comme Krems-Hundssteig en Autriche, Tincova dans le Banat en Roumanie et Kozarnika dans les Balkans. Dans ces cas, les pointes Font-Yves sont alors remplacées par des pointes de Krems. Ceci permet de relier le protoaurignacien à l'Ahmarien au Proche-Orient et même au Baradostien en Irak et Iran. Toutefois, même si certaines couches archéologiques de ces sites présentent de fortes similarités avec le Protoaurignacien, elles ne sont pas toutes acceptées par la majorité des chercheurs comme protoaurignaciennes, le niveau VII de Kozarnika par exemple,. 

### Sites importants

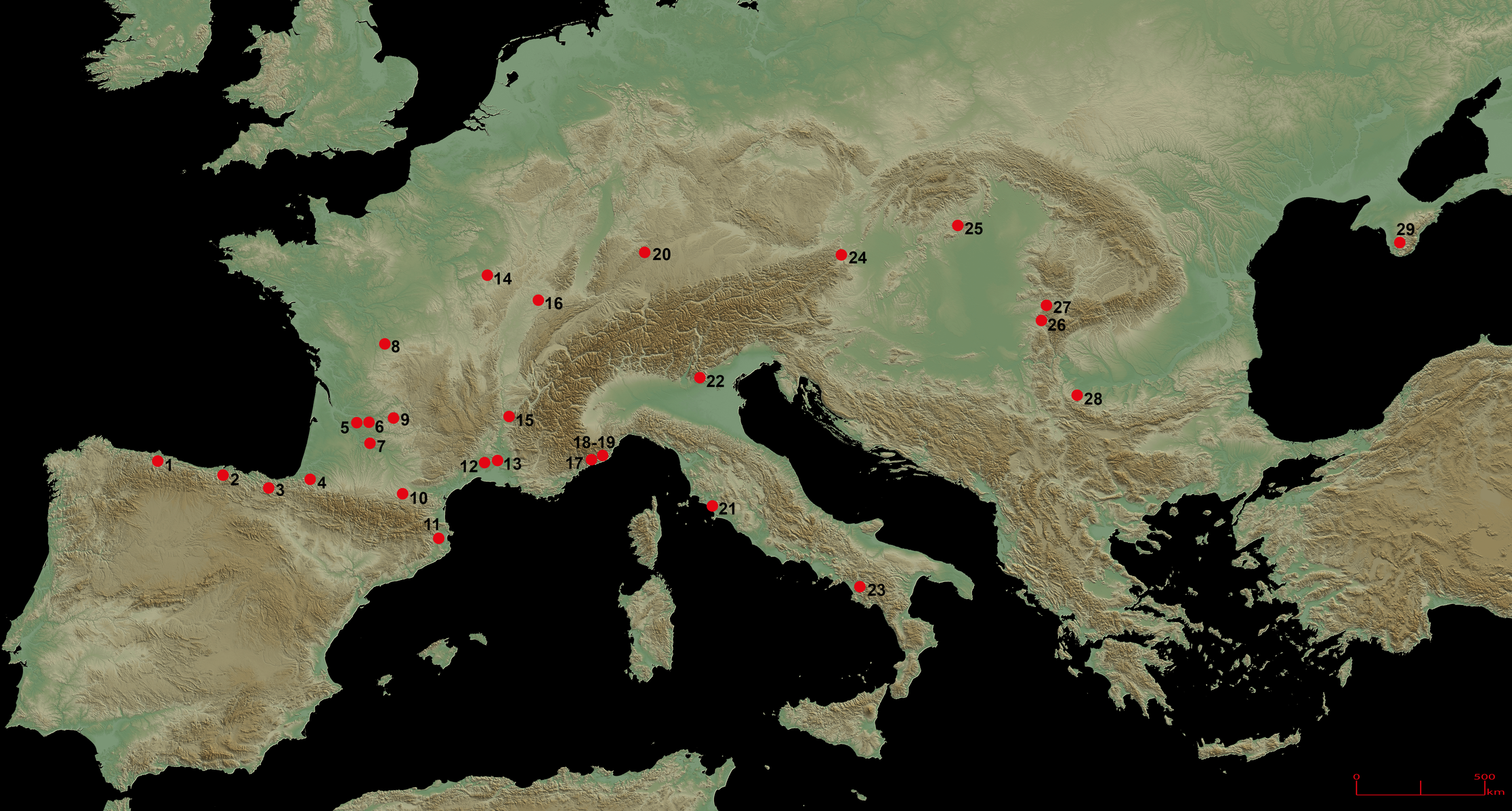
Carte montrant les principaux sites avec des niveaux protoaurignaciens ou des sites proches du protoaurignacien.

Liste non exhaustive des principaux sites protoaurignaciens au sens large (avec quelques sites de l'Aurignacien ancien):
- 1 : Abri La Viña à Oviedo (Espagne),
- 2 : Grotte Morin (Espagne),
- 3 : Labeko Koba à Arrasate (Espagne)
- 4 : Grotte d'Isturitz (France),
- 5 : Champ-Parel à Bergerac (France),
- 6 : Site de Barbas III à Creysse (France),
- 7 : Site d'Hui à Beauville (France),
- 8 : Grotte des Cottés à Saint-Pierre-de-Maillé (France),
- 9 : Grotte du Piage (France),
- 10 : Tuto-de-Camalhot à Saint-Jean-de-Verges(France),
- 11 : Grotte de l'Arbreda (Espagne),
- 12 : Esquicho-Grapaou à Sainte-Anastasie (France)[14],
- 13 : Site de Louza, ou Laouza, à Sanilhac-Sagriès (France)[14],
- 14 : Grotte du renne à Arcy-sur-Cure (France),
- 15 : Grotte Mandrin (France),
- 16 : Trou de la Mère Clochette à Rochefort-sur-Nenon (France),
- 17 : Grotte de l'Observatoire (Monaco),
- 18 : Abri Mochi (Italie),
- 19 : Bombrini (Italie), voir de:Riparo Bombrini
- 20 : Geißenklösterle (Allemagne) : Aurignacien ancien
- 21 : Grotte La Fabbrica à Grosseto (Italie),
- 22 : Grotte de Fumane (Italie)[6],
- 23 : Grotte de Castelcivita à Castelcivita (Italie),
- 24 : Willendorf II (Autriche) : Aurignacien ancien
- 25 : Peskő (Hongrie),
- 26 : Tincova (Roumanie),
- 27 : Româneşti (Roumanie),
- 28 : Grotte de Bacho Kiro (Bulgarie),
- 29 : Siuren I (Crimée)

On peut rajouter la grotte de Gatzarria dans les Pyrénées-Atlantiques, et Krems-Hundssteig en Autriche.

## Datation

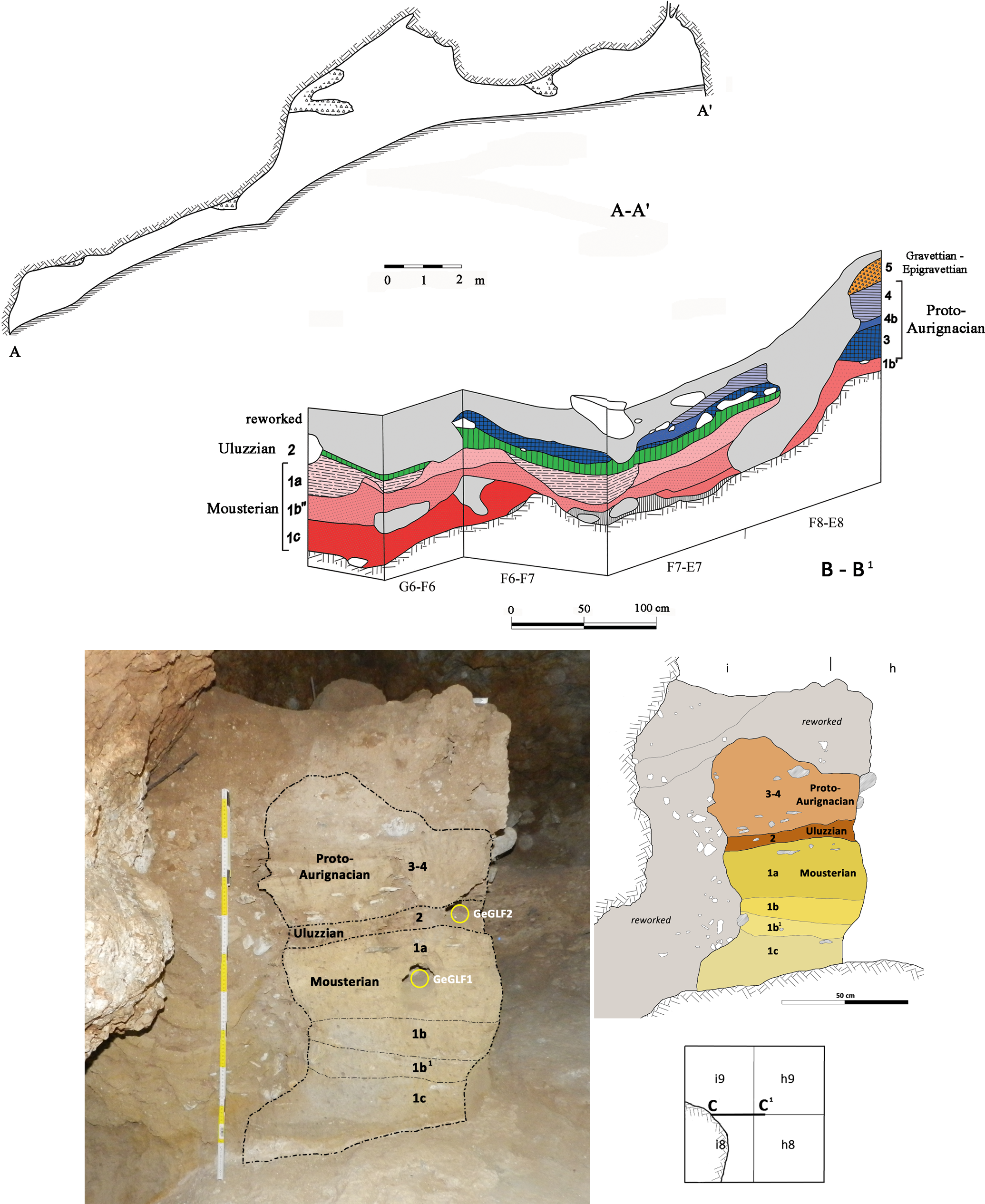
Coupe stratigraphique dans la grotte La Fabbrica en Italie centrale. Moustérien en bas, Uluzzien au milieu, et Protoaurignacien en haut.

La multiplication des sites (ayant livré des niveaux protoaurignaciens) permet d'en donner une fourchette de datation autour de 41 000 ans calibrés AP. Toutefois, la limite de la datation par le carbone 14 donne souvent de trop larges incertitudes de mesure : par exemple, à la grotte Morin, les datations par le carbone 14 de 6 charbons issus des couches 8 et 9 ont livré une fourchette de 44 399 ans à 29 420 ans calibrés AP (intervalle de confiance de 95%). La grotte La Fabbrica en Toscane a permis d'identifier que les niveaux uluzziens et protoaurignaciens y sont antérieurs à l'éruption ignimbritique de Campanie datée précisément de 39 280 ± 110 ans calibrés AP (soit environ 37 200 ans av. J.-C.). La borne basse pour la fin du Protoaurignacien est donc vers 39 000 ans calibrés AP en Italie. Le début du Protoaurignacien est plus discuté, entre 43 500 ans et 41 000 ans calibrés AP, la valeur 42 000 ans cal. AP étant en général la plus acceptée.
Dans la transition Paléolithique moyen-supérieur, le Protoaurignacien ne succède pas directement au Moustérien mais à l'Uluzzien en Italie et au Châtelperronien en France et en Espagne. Ce n'est seulement qu'en Provence et dans le Couloir du Rhône qu'il succède à un Moustérien tardif. Le Protoaurignacien est en général suivi par l'Aurignacien ancien.
Des sites avec de l'Aurignacien ancien et sans Protoaurignacien, comme Geißenklösterle dans le Jura souabe en Allemagne, et Willendorf II (pl) près du Danube, seraient datés de 42 000 à 43 000 ans AP, et seraient ainsi plus vieux que le Protoaurignacien. Toutefois, ces datations sont remises en cause et ne seraient pas antérieures à 40 000 ans, ce qui fait que l'Aurignacien ancien reste contemporain ou postérieur au Protoaurignacien, mais pas antérieur. Dans les sites où les deux cultures sont présentes dans les niveaux stratigraphiques, l'Aurignacien ancien est toujours au-dessus du Protoaurignacien, c'est-à-dire postérieur à ce dernier.